# 쇼치쿠
쇼치쿠 주식회사(松竹株式会社, Shochiku)는 일본의 영화나 연극을 제작, 배급하는 회사이다. 가부키 시장에선 거의 독점적인 위치를 차지하고 있다. 영화 회사로는 도호, 도에이와 함께 상장 일본 영화사 3사 가운데 하나로, 한 때 5사 협정을 맺은 대형 영화사 5사 가운데 하나였다. 창업은 1895년으로, 설립일은 1920년 11월 8일(제국활동사진주식회사의 설립일)이다.

## 영화

### 주요 감독
- 고소 헤이노스케
- 오즈 야스지로
- 오시마 나기사
- 야마다 요지

## 같이 보기
- 도호
- 다이에이 (기업)
- 닛카쓰
- 도에이